# ۵ کانال
۵ کانال (اوکراینی: 5 канал) شرکت رسانه‌ای اوکراینی است، که در سال ۲۰۰۳ تأسیس شد.